# Seth MacFarlane's Cavalcade of Cartoon Comedy
Seth MacFarlane's Cavalcade of Cartoon Comedy es una serie web estadounidense creada por Seth MacFarlane y que se emitió por internet. La serie trata de cortos animados similares a las viñetas de los periódicos sin relación alguna con el anterior capítulo, el diseño y el humor de cada corte es similar a los habituales flashbacks de la serie Padre de familia.

## Realización
La serie es distribuida por Burger King, cada episodio es emitido semanalmente. Y se pueden ver con gran éxito en un canal que el propio MacFarlane ha abierto en YouTube llamado SethComedy, siendo el canal más visto de la semana obteniendo cerca de 3 millones de espectadores en solo dos días después que se emitiera el primer episodio.

## Episodios
Al ser la serie patrocinada por Burger King, el Rey del Burger King hace acto de presencia antes de cada episodio rompiendo la pantalla donde después se ve el logo del programa, el rey a continuación huye siempre de algún peligro que le sigue a modo de gag.
1. Super Mario Rescues The Princess
2. A Dog on the $25,000 Pyramid
3. Why Bob Marley Should Not Have Acted As His Own Attorney
4. Adopted
5. A Scotsman Who Can't Watch A Movie Without Shouting At The Screen
6. Two Ducks Watch "Meet The Parents"
7. A Scotsman Who ^Still Can't Watch A Movie Without Shouting At The Screen
8. Cat Staff Meeting
9. Barry Gibb Rides A Roller Coaster
10. Marital Troubles
11. Jeff Goldblum Wafers
12. Jesus and Vishnu on Christmas Eve
13. The Frog Prince
14. Monkeys talk about Religion
15. Mountain Climber
16. Ted Nugent Is Vistied by the Ghost of Christmas Past
17. Mad Cow Disease
18. The Bartender Says...
19. Backstage with Bob Dylan
20. Fred and Barney Try to Get Into a Club
21. Beavers: Assholes of the Forest
22. Things You Never Hear
23. A Trip to the Psychiatrist